# Zaborze (powiat cieszyński)

Nieoficjalny herb wsi Zaborze

Zaborze – wieś w Polsce, położona w województwie śląskim, w powiecie cieszyńskim, w gminie Chybie. Jest najdalej wysuniętą na południe wsią gminy. Wieś leży w historycznych granicach regionu Śląska Cieszyńskiego, geograficznie zaś należy do regionu Dolina Górnej Wisły, będącej częścią Kotliny Oświęcimskiej. Powierzchnia wynosi 592 ha, a liczba ludności 1036, co daje gęstość zaludnienia równą 175 os./km².

## Części wsi
| SIMC    | Nazwa  | Rodzaj    |
| ------- | ------ | --------- |
| 0050966 | Gołysz | część wsi |
| 0050972 | Nędza  | część wsi |

## Historia
Pierwsza wzmianka pochodzi z 1574 (w dokumencie wymieniony jest „Jan Młodszy Kolaczkowski z Zaborza”), a następne z dziejów Strumienia z 1600 i 1625, gdzie Zaborze widnieje pod nazwą Podpierściec (zobacz Pierściec). W 1630 należy do parafii ewangelickiej w Skoczowie, a w 1718 nakazem cesarza Karola VI ewangelikom odebrana zostaje kaplicy św. Mikołaja w Pierśćcu i oddana katolickiemu proboszczowi ze Skoczowa. W 1737 Zaborze zakupuje baron Kalisch. W 1784 założone jest probostwo katolickie w Pierśćcu, a Zaborze wraz z Uchylanami, Roztropicami i Kowalami przyłączone do niego, zaś trzynaście lat później ewangelicy uczęszczają do nowo wybudowanego kościoła luterańskiego w Drogomyślu. Po śmierci Alberta Kazimierza księcia sasko-cieszyńskiego i właściciela Zaborza w 1822 miejscowość przechodzi na własność Habsburgów aż do 1918. Według austriackiego spisu ludności z 1900 w 37 budynkach w Zaborzu (bez przysiółka Uchylany) na obszarze 584 hektarów mieszkało 357 osób, co dawało gęstość zaludnienia równą 61,1 os./km². z tego 249 (69,7%) mieszkańców było katolikami, 101 (28,3%) ewangelikami a 7 (2%) wyznawcami judaizmu, 356 (99,7%) było polsko- a 1 czeskojęzyczna. Do 1910 roku liczba budynków wzrosła do 38 a mieszkańców do 363, z czego 358 (98,6%) osób było polsko-, a 5 (1,4%) niemieckojęzycznymi. Podział według religii kształtował się następująco: 230 (63,4%) katolików, 129 (35,5%) ewangelików i 4 (1,1%) wyznawców judaizmu. Po I wojnie światowej miejscowość znajdowała się w granicach Rzeczypospolitej Polskiej, a w 1929 powstał oddział OSP. W 1939 władze gminy sprzeciwiły się włączeniu Zaborza do gminy Chybie. Koniec okupacji niemieckiej trwającej od roku 1939 nastąpił 5 kwietnia 1945, a 10 dni później powstała samodzielna gmina Zaborze. Wójtem został Paweł Strządała a przewodniczącym Rady Józef Strządała. Do gminy zbiorowej w Chybiu miejscowość włączona została 11 grudnia, by 1 stycznia 1955 wejść w skład utworzonej Gromadzkiej Rady Narodowej Mnich.
W międzyczasie, w 1953, gospodarstwa rybackie Polskiej Akademii Umiejętności w Gołyszu (część wsi Zaborze) przekształcono w placówkę badawczo-produkcyjną Polskiej Akademii Nauk, jako Zakład Ichtiobiologii i Gospodarki Rybackiej, który do dziś istnieje i prowadzi działalność naukową.
W 1957 utworzone zostało kółko rolnicze i koło gospodyń wiejskich. W 1959 roku w miejscowości oddano do użytku przystanek kolejowy, szkoły podstawowej w 1966, zaś w 1970 nowy budynek OSP. Kolejna zmiana administracyjna nastąpiła 1 stycznia 1973 kiedy to Zaborze włączono do utworzonej Gminnej Rady Narodowej w Chybiu. Według podziału administracyjnego w latach 1975–1998, miejscowość należała do województwa bielskiego. Następne budynki użyteczności publicznej powstały w 1983 (przedszkole) i 1984 (kościół dla nowej parafii w Zaborzu).

## Religia
Na terenie wsi działalność duszpasterską prowadzą następujące kościoły:
- Kościół Rzymskokatolicki (parafia Matki Sprawiedliwości i Miłości Społecznej)
- Kościół Adwentystów Dnia Siódmego (miejscowy zbór)